# Alice Frey
Pour les articles homonymes, voir Frey.
Alice Frey, née le 25 juin 1895 à Anvers et morte le 30 août 1981 à Ostende, est une peintre belge.

## Biographie
Alice Frey naît le 25 juin 1895 à Anvers,.
Alice fait partie d'une famille de trois enfants. Ses parents sont Pierre-Jacques Frey, un fabricant-négociant d'instruments de musique, et de Léontine-Maria Brand.
Alice Frey meurt le 30 août 1981 à Ostende.